# Oranjewacht
De Oranjewacht was een Nederlandse verzetsgroep tijdens de Tweede Wereldoorlog.
De groep werd in juni 1940 opgericht door Piet Hoefsloot, een 47-jarige meubelkoopman uit Arnhem. Het doel van de Oranjewacht was de wederopstanding van de Nederlandse zelfstandigheid, de Duitsers te verdrijven, de Nederlandse nationaalsocialisten te verslaan, en het Huis van Oranje weer aan de macht te helpen. In augustus 1940 ging de groep samen met de groep van Folmer.
Al snel had de groep actieve leden in andere steden. Kernplaatsen waren Arnhem, Leeuwarden, Utrecht, Nijmegen en Zwolle, maar er waren ook leden in Amsterdam, Amersfoort, Apeldoorn, Bilthoven en Zeist. Contact tussen de leiders van die groepen ging per koerier. De landelijk leider was reservemajoor Willem den Boer.
Hoefsloot verdeelde elke stad in vier wijken, iedere wijk had een eigen organisatie. Overal werden groepjes van zeven personen gevormd, die enkel één contactpersoon hadden. Mocht iemand opgepakt worden, dan kon hij niet te veel namen verraden. Vooral in Arnhem werden veel wapens en explosieven verzameld.
Toen Bernard IJzerdraat op 25 november 1940 werd opgepakt, had hij een notitieboekje bij zich waarin enkele namen stonden van leden van de Oranjewacht. Enkele dagen later werden 40 leden van Oranjewacht opgepakt. Negen van hen werden gefusilleerd, de anderen werden op transport gesteld naar Duitse gevangenissen. Hoefsloot werd thuis opgepakt, maar de wapens die hij daar verborgen had, werden niet gevonden en werden kort daarna door Onnink en Frederik Hendriks opgehaald.
Op 5 februari 1941 werd Hendriks thuis opgepakt door inspecteur H.G. Magedans van de Arnhemse politie.

## Proces
Er zijn verschillende processen tegen de groep gevoerd. Tussen 27 oktober en 15 november vond een proces plaats tegen de groep in het gebouw van de Hoge Raad in Den Haag. Veertien verzetslieden stonden terecht, negen kregen de doodstraf wegens verboden wapenbezit en spionage bij vliegveld Leeuwarden. De vonnissen werden bekendgemaakt in het Lloydsgebouw in Amsterdam. De bezetter was niet tevreden met de uitspraak en liet de gevangenen van het Oranjehotel overbrengen naar Kamp Amersfoort. Het tweede proces was van 4-6 juni 1942 in Amsterdam. Weer kregen 9 van de 45 mannen de doodstraf. Allen werden teruggebracht naar Amersfoort. De vonnissen werden op 9 juli in het Fort bij Rijnauwen voltrokken.

## Leden
De Oranjewacht had landelijk een paar honderd leden, onder meer:
- reservemajoor Willem den Boer uit Dordrecht, landelijk leider[1]
- Maurits de Brauw
- Willem Cornelis van Buuren
- Dirk Willem Folmer uit Zeist
- P.A. de Groot uit Utrecht.
- Dirk Grosman
- Tom de Haas
- Frederik Hendriks, tijdens transport ontsnapt
- van Loon, in Duits kamp overleden
- Jo Onnink, politieman
- Jan Werkman, een van de leiders in Arnhem

Gefusilleerd op 9 juli 1942 in het Fort bij Rijnauwen
- Evert van den Berg
- Johan Herman Jacobus Boerrigter (1906-1942)[2][3]
- Johan Dons
- Frans Heinekamp, alias Spaan
- Petrus Frederikus Antonius Hoefsloot[4], alias Rijndam
- Hendrik Marinus Emanuel Pieter Maertens
- Majoor George Hendrik van der Ploeg
- Leonardus Lambertus Twijnstra (1904-1942)
- Petrus Walter Gerardus van de Weijer, leider in Utrecht